# ブルーロマン号
ブルーロマン号（ブルーロマンごう）は、長崎県長崎市・諫早市・大村市と宮崎県えびの市・小林市・都城市・宮崎市を結ぶ高速バス路線である。現在は1日2往復が運行されている。

## 沿革
- 2005年2月17日 - 路線開設
- 2011年10月1日 - 「宮崎駅前」の乗降場所が、駅舎から道路を挟んだ向かい側にあった宮崎交通宮崎駅前バスセンターから駅西口前のKITEN（宮崎グリーンスフィア壱番館）に新設された高速バスターミナルに移転。また、宮崎市内においてこれまで停車していた橘百貨店沿いにあった「デパート前」バス停から、長崎行きが「山形屋前」（乗車のみ）・宮崎行きが「カリーノ宮崎前」（降車のみ）の各停留所に停車場所を変更。
- 2018年4月1日 - SUNQパスの規約改定により「全九州+下関版」の利用による乗車が可能になる（「北部九州＋下関版」および「南部九州版」での利用は不可）[1]。
- 2020年4月25日 - 新型コロナウイルスの世界的感染拡大の影響による利用客減少を受け、この日より運休。2022年以降は多客時期のみ期間限定で運行している。

## 運行経路・停車停留所
太字は停車停留所。長崎県内のみ、宮崎県内のみの利用不可。
長崎駅前 - 昭和町 - 川平料金所 - （長崎バイパス） - 長崎多良見IC - （長崎自動車道） - 諫早IC - 大村木場 - 大村IC - 松原 - 鳥栖JCT - （九州自動車道） - えびのIC - えびのJCT - （宮崎自動車道） - 小林IC - 都城北 - 清武 - 宮崎IC - 宮交シティ - 宮崎駅前
- 長崎駅前は駅から歩道橋を渡った場所にある交通会館（県営バスターミナル）から、宮崎駅前は駅西口前の高速バスターミナル（「KITEN」1F）Cのりばから、宮交シティは7番のりばから発車する。
- かつては宮交シティ - 宮崎駅前間において、宮崎市街地の「たまゆらの湯」「橘通一丁目」「カリーノ宮崎前（宮崎行のみ）」「山形屋前（長崎行のみ）」（いずれも宮崎行きは降車のみ、長崎行は乗車のみの扱い）にも停車していたが、2020年4月の新型コロナウイルス感染拡大の影響による運休以降、これらの停留所には停車しなくなっている。
- 上下線とも長崎自動車道山浦PAと九州自動車道山江SAの2箇所において途中休憩する。
  - 運行開始時から2012年頃までは多久西PAと宮原SAで休憩を行っていた。

## 運行会社・運行車両
- 長崎県交通局（長崎県営バス）　
  - 担当営業所：長崎営業所
  - 三菱ふそう エアロバス
  - いすゞ ガーラ

- 宮崎交通　
  - 担当営業所：宮崎中央営業所
  - 三菱ふそう エアロクィーンI
  - いすゞ ガーラ

両者が各1往復ずつを担当。

## 車内設備
- 3列シート
- トイレ

## 注意事項
- 座席は全席指定で、あらかじめ乗車券を購入しなければならない。
- 2018年4月1日よりSUNQパス「全九州+下関版」の利用が可能となった[1]。なおそれまでは、九州島内の運行でなおかつ運行事業者がSUNQパス運営委員会に加盟していたが、当時販売されていた往復乗車券がSUNQパスより高額だったため使用できなかった。